# Фынтыница
Фынтыница (рум. Fîntînița) — село в Дрокиевском районе Молдавии. Является административным центром коммуны Фынтыница, включающей также железнодорожную станцию Гиздита.

## География
Село расположено на высоте 149 метров над уровнем моря.

## Население
По данным переписи населения 2004 года, в селе Фынтыница проживает 1397 человек (656 мужчин, 741 женщина).
Этнический состав села:
| Национальность | Число жителей | Процентный состав |
| -------------- | ------------- | ----------------- |
| молдаване      | 1372          | 98.21             |
| украинцы       | 12            | 0.86              |
| русские        | 9             | 0.64              |
| румыны         | 3             | 0.21              |
| болгары        | 1             | 0.07              |
| Всего          | 1397          | 100 %             |